# Policía Militar de Israel
La Policía Militar de Israel (en hebreo: המשטרה הצבאית) (HaMishtara HaTzvait ) es un cuerpo policial y una unidad militar que pertenece a las Fuerzas de Defensa de Israel, la unidad fue creada en 1948 y realiza tareas de seguridad y gendarmería, sus actividades principales son: el control del tránsito de los vehículos militares, la investigación de los delitos que han sido cometidos por soldados israelíes, detener a los desertores de las FDI, la vigilancia de las bases militares de las FDI, la custodia de los soldados que han sido hechos prisioneros, ayudar a la Policía de Fronteras de Israel en los territorios de Judea y Samaria, la prevención de delitos y colaborar con la Policía de Israel y con las autoridades civiles del Estado. Sus reclutas se entrenan en una base militar llamada Bahad 13, sus miembros pertenecen a las FDI y tienen que completar la misma instrucción militar básica que los otros miembros de las FDI. 
Para ser policías, además de su formación militar, los reclutas tienen que recibir varias enseñanzas de carácter policial que incluyen: cursos sobre criminología, policía científica, control del tránsito, normas de circulación, detención de sospechosos, defensa personal y prácticas de tiro con arma de fuego.

## Galería de imágenes

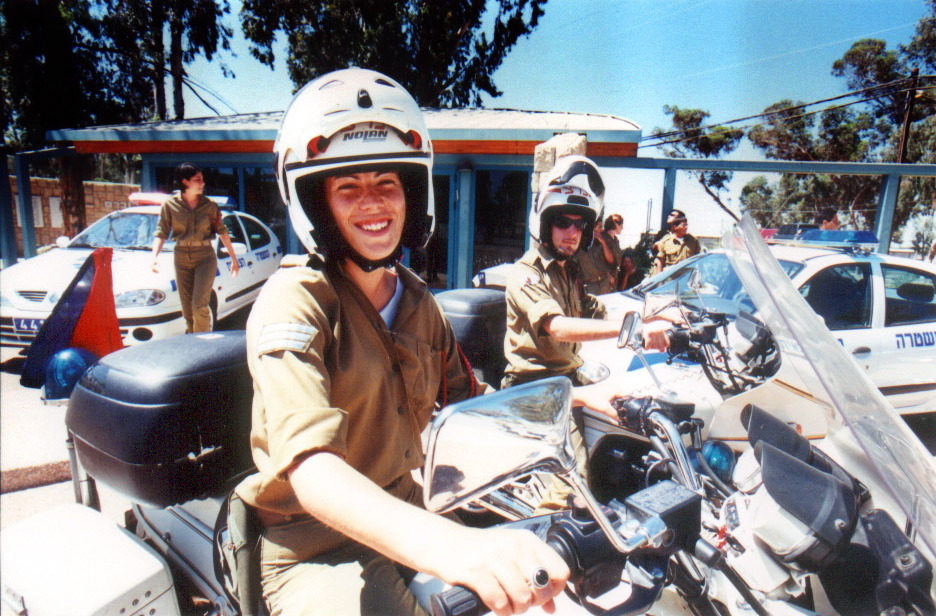
Unidad motorizada de la Policía Militar Israelí.
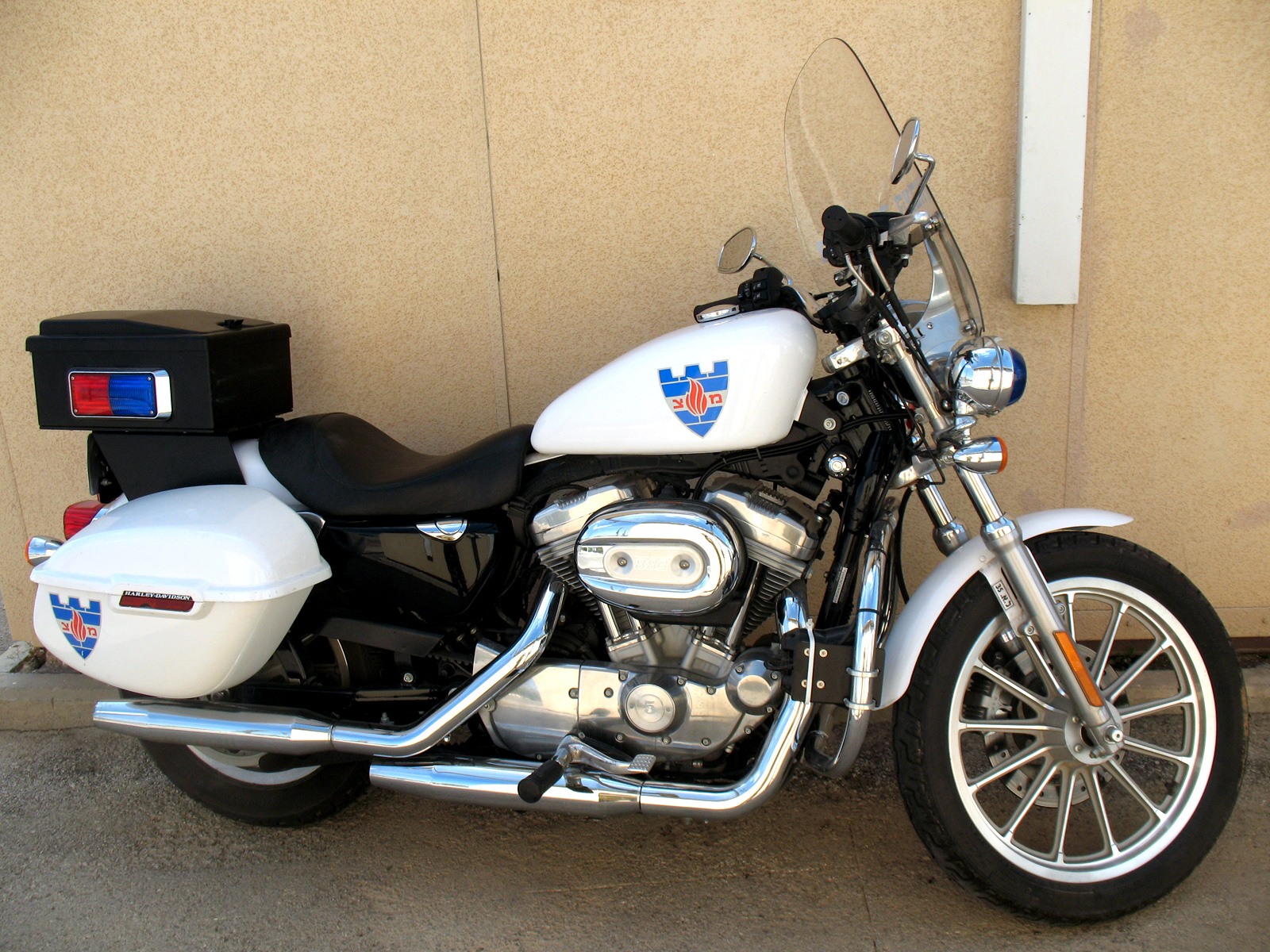
Motocicleta Harley-Davidson de la Policía Militar de las FDI.
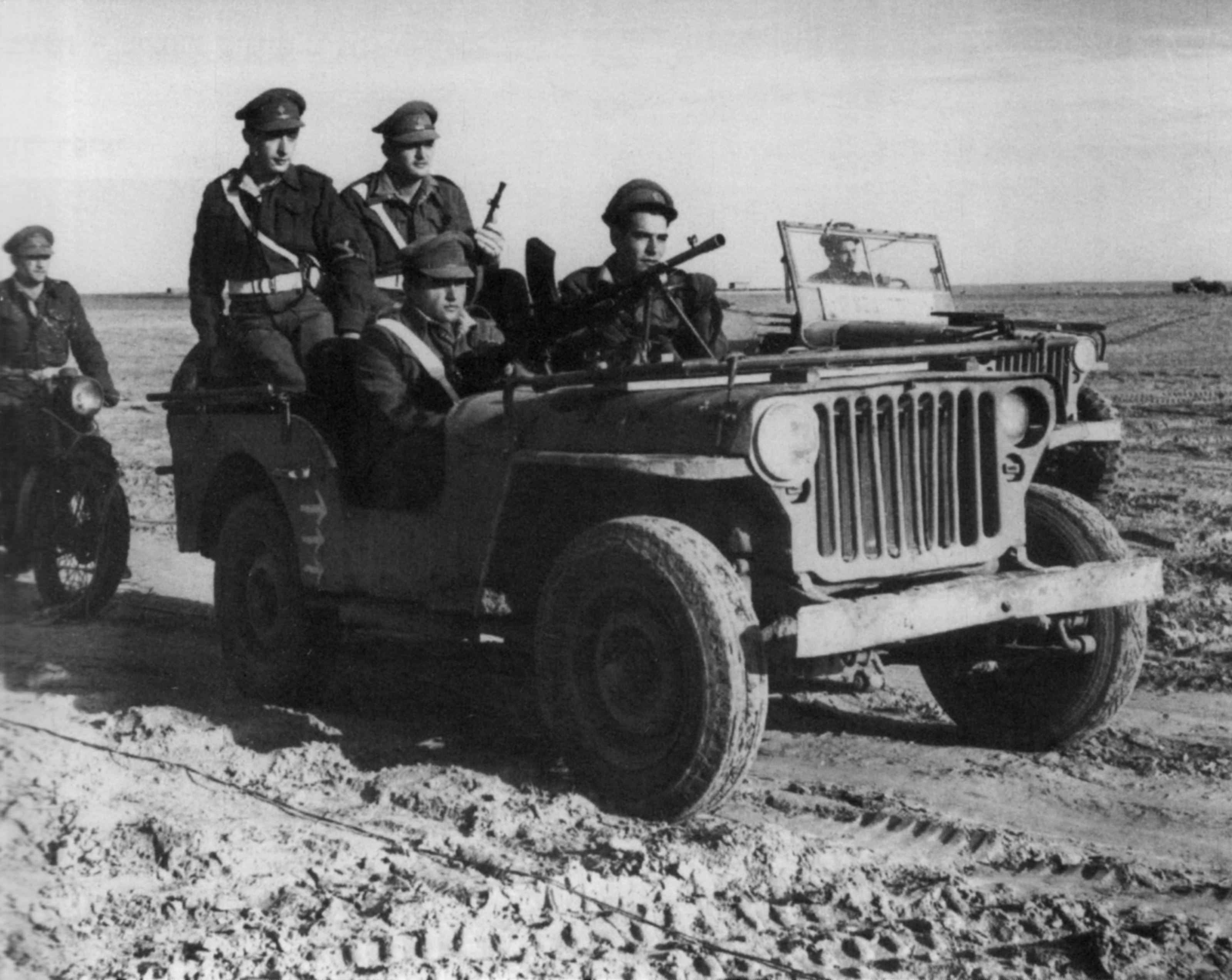
Policías Militares de Israel montados en un Jeep en 1948.
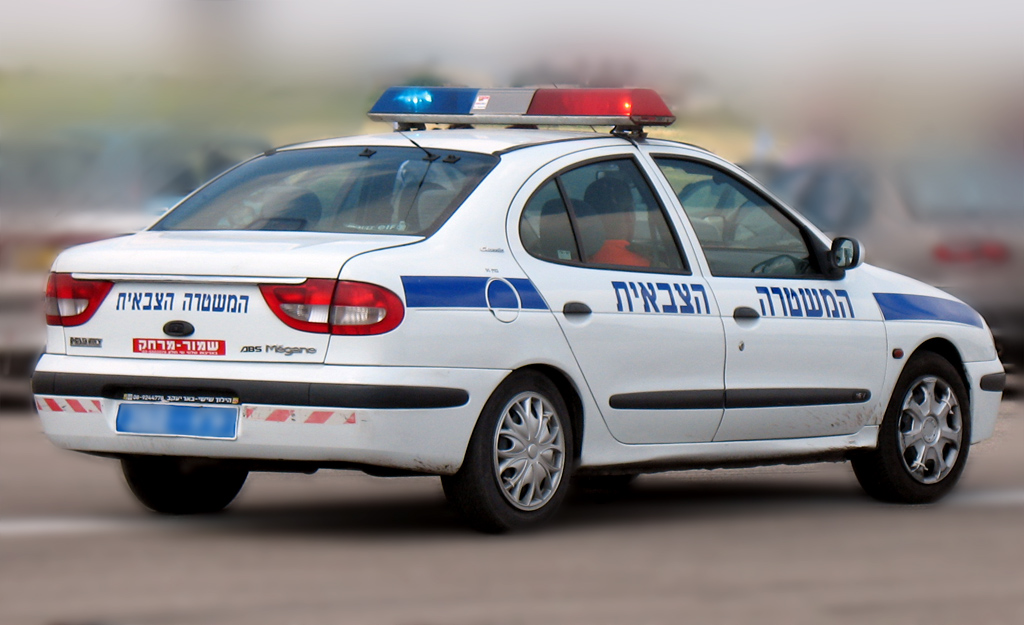
Renault Megane de la Policía Militar de las FDI.
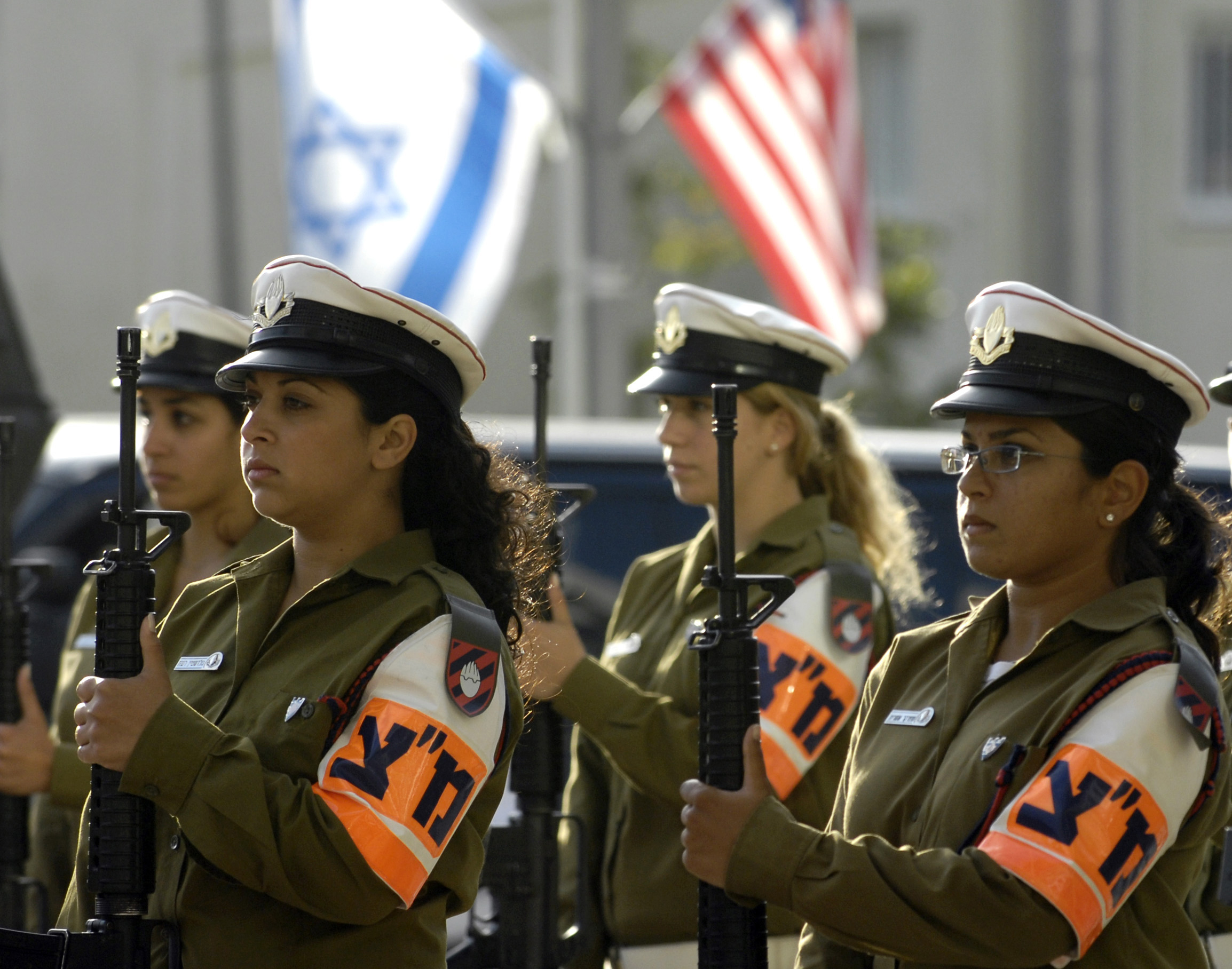
Mujeres soldado de la Policía Militar de las FDI.
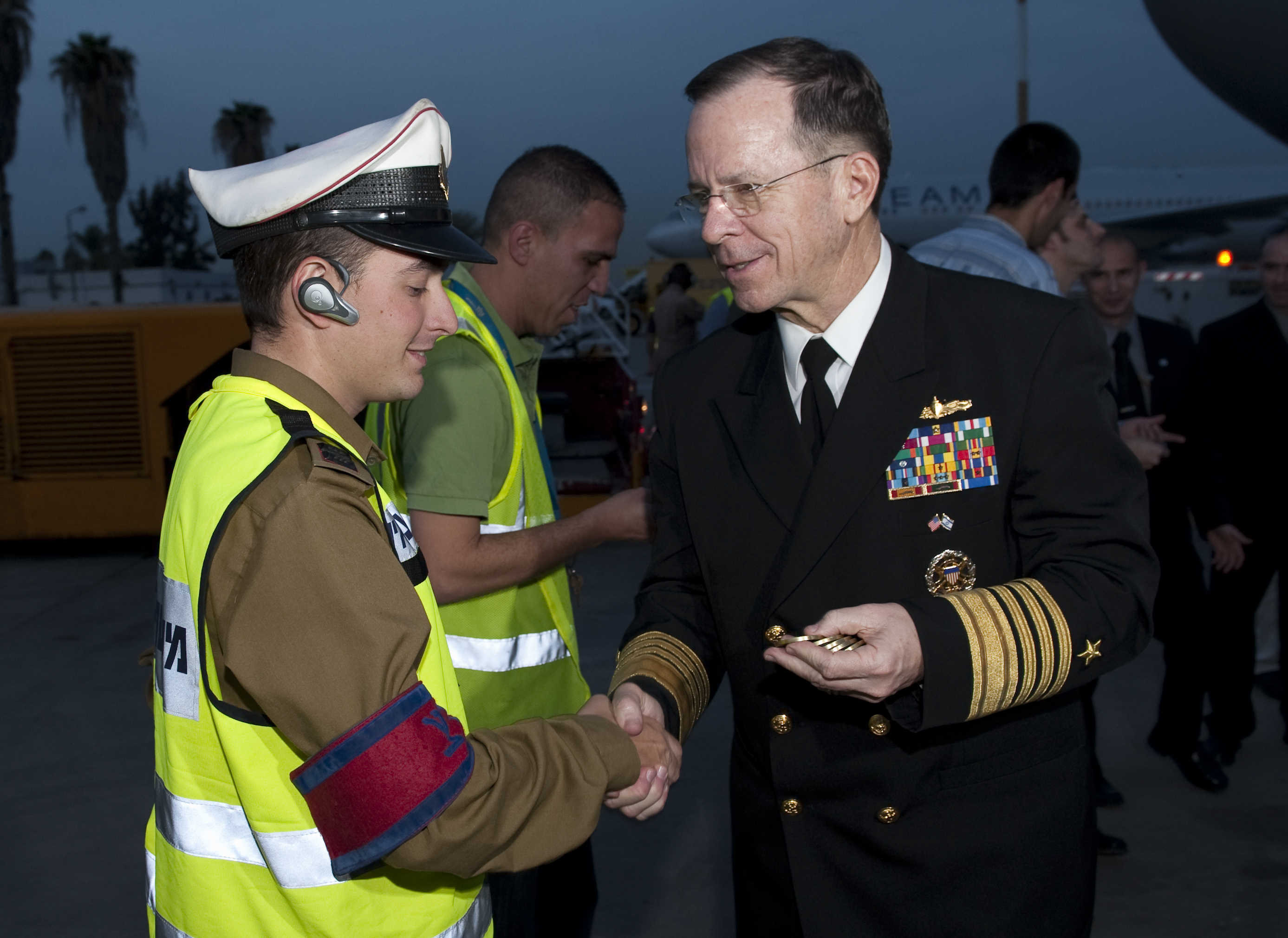
Visita del almirante Michael McMullen de los Estados Unidos. El almirante da la mano a un soldado de la Policía Militar israelí.

- Datos: Q1647796
- Multimedia: Military police of Israel / Q1647796